# Centre contre les manipulations mentales
Le Centre contre les manipulations mentales (CCMM), ou Centre Roger-Ikor est une association française laïque de lutte contre les sectes.

## Historique
L'association a été fondée par l'écrivain Roger Ikor, Prix Goncourt 1955, dont le fils, adepte du zen macrobiotique, s'était suicidé. 
Elle a été présidée de 1997 à 1998 par le député socialiste Alain Vivien. Avant d'en démissionner pour devenir président de la Mission interministérielle de lutte contre les sectes (MILS), il embauche son épouse comme directrice administrative.
Daniel Groscolas prend la présidence puis est remplacé par Jacques Miquel en 2008. Au décès de ce dernier en 2011, Annie Guibert devient la nouvelle présidente du centre, après avoir occupé le poste de secrétaire générale depuis 2005.

## Le CCMM et l'État français
Le CCMM est agréé par le ministère chargé de la Jeunesse et soutenu par les subventions de l'État français,.
Les écrits du CCMM sont une source d'information pour des organismes comme la MIVILUDES.

## Critiques
Début 2001, Patricia Vivien, directrice administrative et épouse d'Alain Vivien (alors président de la MILS), prit une place importante au CCMM, finissant par disposer de plus de pouvoir que le président en titre.
L'association, dans le cadre de son travail d'information sur les sectes, a édité en 1998 un Dictionnaire des sectes. Mgr Jean Vernette, secrétaire national de l'épiscopat français pour l'étude des sectes et lui-même membre du CCMM depuis sa création, souligne en 2001 l’ambiguïté de certaines mentions. 
Par ailleurs, la gestion du comité interministériel de prévention de la délinquance et de la radicalisation (CIPDR) est mise en cause et attaquée en justice en 2024 par une association réputée proche de la scientologie, notamment sur la procédure d'attribution de subventions au CCMM.